# Cristiana Reali
Cristiana Reali (São Paulo, 16 de março de 1965) é uma atriz brasileira radicada em Paris, onde vive desde a primeira infância, para onde seu pai, o jornalista Reali Júnior, transferiu-se no início da década de 1970, por força da profissão.
Tem uma sólida carreira no teatro e cinema franceses, tendo sido também escolhida pela indústria de cosméticos Lancôme como o Rosto Lancôme para representar a marca em filmes publicitários no mundo todo.
Ela foi casada até 2008, ano que ocorreu o seu divórcio com o ator francês Francis Huster.

## Filmografia
- 1989 : Monsieur Hire, de Patrice Leconte
- 1992 : L'Inconnu dans la maison, de Georges Lautner
- 1993 : Tout ça... pour ça !, de Claude Lelouch
- 1996 : Une femme très très très amoureuse, de Ariel Zeitoun : Florence
- 2004 : Le Genre humain, de Claude Lelouch
- 2007 : Deux jours à tuer, de Jean Becker
- 2009 : Un homme et son chien, de Francis Huster
- 2013 : Turf de Fabien Onteniente
- 2013 : Le Grand Méchant Loup de Nicolas & Bruno : Eléonore
- 2015 : Qui c'est les plus forts ? de Charlotte de Turckheim
- 2016 : Camping 3 de Fabien Onteniente